# Bahdinan

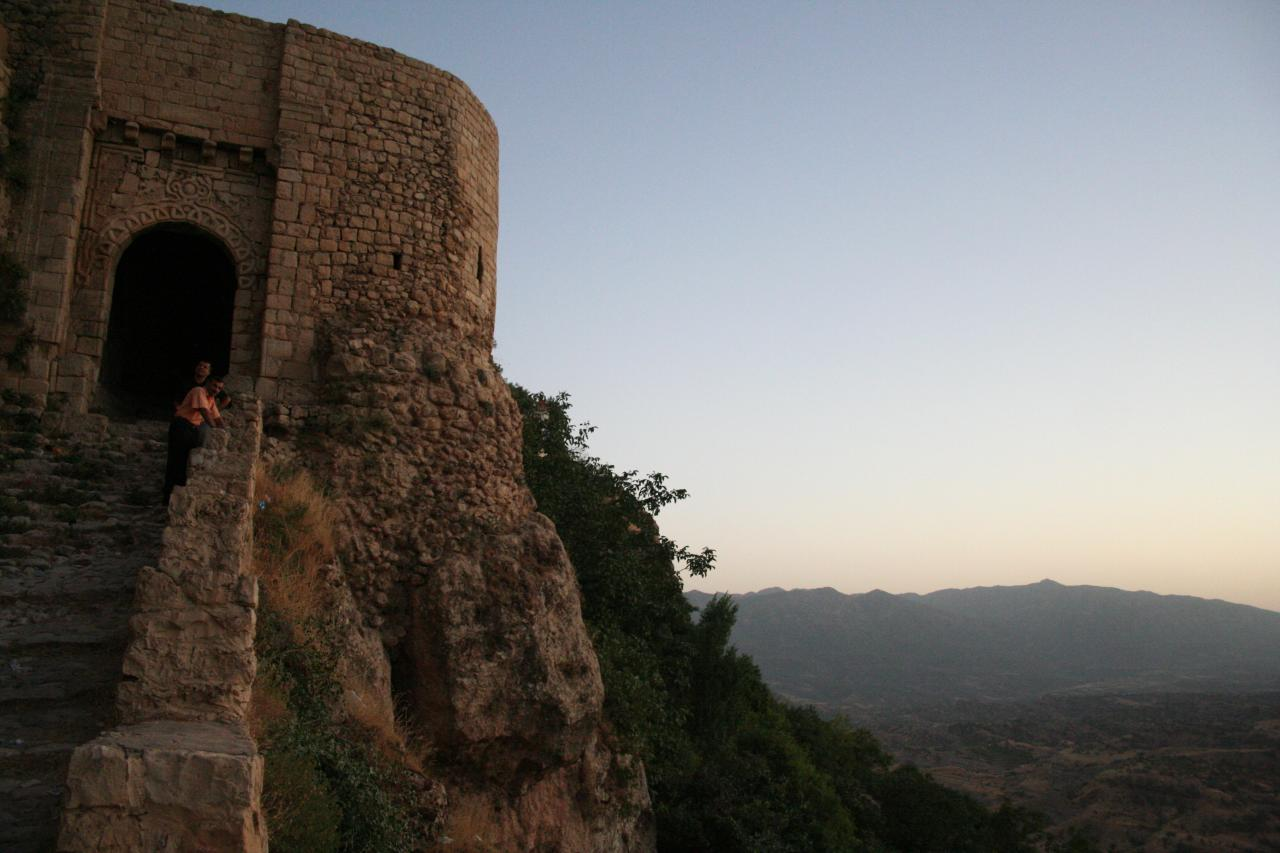
Les Portes du Behdînan à Amedî.

Le Bahdinan ou Behdînan est une région du Kurdistan méridional. Son territoire constitue pendant longtemps l'une des plus importantes principautés kurdes.
La capitale historique de la principauté était est Amedi.

## Histoire
La principauté est créée au Moyen Âge par la famille des Baha Al-Din, originaire de Shemzinan. Son existence est attestée depuis 1376.
La principauté atteint son apogée sous le règne de Bahram Pacha le Grand (1726-1767).
Comme la plupart des autres principautés kurdes, tout en étant formellement rattachée à l'empire ottoman, elle jouit d'une grande autonomie jusqu'aux années 1830.
En 1833, la principauté est annexée par le prince de Soran, Mîr Mohamed de Rewandûz, en révolte contre les autorités ottomanes, qui tente de créer un État kurde indépendant en réunissant les principautés et les tribus. En quelques mois, à la tête de son armée de 10 000 cavaliers et de 20 000 fantassins, Mîr Mohammed occupe tout le Kurdistan méridional.
Après la défaite de Mîr Mohamed en 1834, les Ottomans remettent à la tête du Bahdinan les princes Esamil Pacha et Mihemed Saïd Pacha, que le prince de Soran avait destitués. Mais cette restauration ne dure pas longtemps: en 1838, les Ottomans mettent un terme à l'existence de la principauté, et incorporent le Bahdinan au sandjak de Mossoul.

## Géographie
La capitale historique du Behdînan est Amedi. Les autres villes importantes sont Zaxo, Duhok et Akrê.
La région abrite une des plus importantes communautés assyriennes du Kurdistan, dispersée en de nombreux villages, de religion chrétienne et de rite nestorien. C'est aussi dans cette région que subsiste la plus importante communauté yézidie de tout le Moyen-Orient, et que se trouve son sanctuaire, Lalesh.

## Linguistique
La langue parlée au Behdînan est une variante du dialecte kurde kurmandji, appelée bahdînî,.